# Баянбай (Жетысуская область)
Баянбай (каз. Баянбай, бывш. 1-е отд. свх. Аманбухтор) — село в Саркандском районе Жетысуской области Казахстана. Входит в состав Аманбоктерского сельского округа. Расположено примерно в 25 км к юго-востоку от районного центра, города Сарканд. Код КАТО — 196033200.

## Население
В 1999 году население села составляло 50 человек (29 мужчин и 21 женщина). По данным переписи 2009 года, в селе проживало 60 человек (30 мужчин и 30 женщин).